# Bernart Sicart de Maruèjols
Bernart Sicart de Maruèjols (fl....1230 ...) fou un trobador occità. Se'n conserva només una composició de gran interès històric.

## Vida i obra
No es tenen dades en fonts d'arxiu d'aquest autor ni tampoc se'n conserva una vida. Pel nom es dedueix que seria originari de la localitat de Maruèjols, al Llanguedoc.
Només se'n conserva un sirventès, de valor històric per la visió que ofereix de la croada albigesa i la pèrdua de la pròpia cultura. Es considera que el sirventès va ser escrit el 1230, després del Tractat de Meaux (o Tractat de París), pel qual Ramon VII de Tolosa cedí els seus drets al rei Lluís IX de França, i que suposà el lliurament i l'annexió a la corona francesa de la terra occitana.
El sirventès segueix la mètrica i, per tant, la melodia, de la famosa cançó de Guillem de Cabestany Lo dous cossire (213,5), cosa que n'hauria facilitat la difusió i el coneixement entre el públic. En el sirventès, Bernart Sicart ataca els francesos, els templers i hospitalers i els clergues. Expressa la seva tristesa, indignació, i un sentiment d'humiliació ('Vas on que em vire / aug la cortesa gen / que cridon "Cyre" / al frances humilmen'; "a tot arreu cap on em giro sento la gent cortesa anomenar humilment "Sire" als francesos").
La breu tornada de dos versos dedica el sirventès a Jaume I demanant-li protecció.

### Sirventès
- (67,1)[2] Ab greu cossire

### Repertoris
- Alfred Pillet / Henry Carstens, Bibliographie der Troubadours von Dr. Alfred Pillet […] ergänzt, weitergeführt und herausgegeben von Dr. Henry Carstens. Halle : Niemeyer, 1933 [Bernart Sicart de Maruèjols és el número PC 67]